# IC 2531
IC 2531 — галактика типу Sc (компактна спіральна галактика) у сузір'ї Насос.
Цей об'єкт міститься в оригінальній редакції індексного каталогу.